# Bella Reine
Bella Reine de son vrai nom Bella Rein (Белла Рейн) est une mime, danseuse, actrice et pédagogue née en Lettonie à  Dvinsk (aujourd'hui Daugavpils) en 1897 et morte à Paris en 1983.

## Biographie
Cadette d'une famille nombreuse et amie des arts, elle  fait des études de danse et d'acrobatie à Leningrad et prend des cours de théâtre auprès de Stanislavsky pendant trois ans. Avec son époux, le peintre Alexandre Bogerianoff (1882-1959), elle émigre en 1923 à Paris ; naturalisée française en 1929, elle romanise dès lors son patronyme  Рейн (Rein) en Reine. 
En France, dans les années trente, elle donne des récitals avec les danseurs Paul Petroff (1908-1981) et Pierre Vladimiroff (1893-1970) avant de trouver son style et sa manière en créant des pantomimes d'un genre original qui lui valent le succès.   
Ni danseuse, ni mime, mais  « mime chorégraphique » comme elle s'appelait elle-même, les tableaux scéniques muets qu'elle composait donnaient le portrait théâtral de types tirés des folklores juifs et russes, ou évoquaient  la vie parisienne telle que dépeinte par  Degas, Auguste Renoir, Gauguin, Picasso ou Chagall. Ses interprétations, dans des costumes dessinés par son époux Alexandre Bogerianoff, Natalia Gontcharova (1881-1962) ou Georges Annenkov, étaient accompagnées par des pièces musicales souvent composées spécialement pour elle par Henri Sauguet, Poulenc, Stravinski ou Henri Cliquet-Pleyel (1894-1963), son pianiste attitré.  

Proche du Front Populaire, elle se produit dans les grandes manifestations de mai 1936 et y anime des chorégraphies de groupe. L'originalité de son apport, alliant science du geste, cohérence esthétique et humanisme social est décrit ainsi dans La Tribune de la Danse :  

« Bella Reine, qui a un corps expressif,
n'ignore rien du problème de l'expression.
Son langage est infaillible. A-t-elle à ramasser un objet à terre ? Regardez bien sa
main se tendre et son bras guider son corps.
Voilà ce qui se nomme mettre en lumière
la partie du corps utile au drame.
L'inspiration de Bella Reine est picturale.
Une pose lui indique tout un drame qu'elle
réinvente devant nous.
Son numéro le plus marquant « Buveuse »
(d'après Toulouse-Lautrec), montre au lever
du rideau une saoularde face au verre
d'absinthe. Elle boit, se lève, titube, reboit,
danse sa vie de plaisir, mime sa tristesse,
descend du rire aux larmes. C'est déchirant.
Peu de spectateurs peuvent refouler leurs
larmes. »

Tendre, tragique, inquiétant ou satirique, son art très personnel lui a valu le respect et l'amitié d'artistes de tous horizons, tels que Francis Carco, Max Jacob, André Breton, Philippe Soupault, Guillot de Saix, Serge Lifar ou Maurice Chevalier.
Pendant la Seconde Guerre mondiale elle s'exile aux États-Unis, et fait ses débuts le 21 février 1942 au Carnegie Chamber Music Hall, avec Lydia Frankfurt au piano. Elle y crée Les coulisses de l'opéra d'après Degas, ainsi que des tabeaux  d'après la peinture de Millet et Mme Vigée-Lebrun, ou inspirés de Fables de La Fontaine et de portraits des Goncourt.  Moins chaleureux que le public, John Martin, critique au New-York Times, considère son art comme "plus théâtral que dramatique" et la classe dans l'école pré-stanislavskienne "non exempte de clichés". 
L'année suivante, toujours à Carnegie Hall, elle donne de nouvelles créations et reprend ses succès européens : Gargouilles d'après la statuaire médiévale, Invitation à la valse dans le style de Renoir, Les fiancés d'après la peinture hollandaise du XXVIIe siècle, ainsi que Au bal de l'opéra d'après Gavarni et Exil d'après  Naoum Aronson, sur des composition d'Ariadna Mikeshina accompagnées au piano par Lydia Frankfurt.
En 1945, elle participe à l'académie d'été du Jacob's Pillow Dance Festival, que dirige dans le Massachusetts le danseur et chorégraphe Ted Shawn. Elle y donne Une histoire russe de Toumanova, une chorégraphie en six tableaux : (a) 1912-- paix ; (b) 1914--guerre ; (c) 1917--révolution ; (d) 1934--travail ; (e) 1942--guerre ; (f) 1941--guérilla.
De retour en France dès 1946, elle s'investit dans les mouvements d'éducation populaire et l'EPJD (Éducation Par le Jeu Dramatique) et contribue à l'émergence de l'expression corporelle dans la pédagogie théâtrale.
Elle enseigne aussi en Suisse, au Schauspielhaus de Zurich, où elle met en scène en 1956 Les deux avares de Grétry sur la petite scène Studiobühne. Elle y prononce le 24 mai 1956 une causerie sur L'Art du mime.
En août 1963, elle est de nouveau invitée par Ted Shawn au Jacob's Pillow's, où elle donne La repasseuse d'après Degas sur une musique de Darius Milhaud et La repasseuse d'après Picasso sur une musique de Poulenc, La buveuse d'après Lautrec sur des mélodies 1900, Partie civile d'après Daumier, musique de Jean-Sébastien Bach, The Madwoman d'après Géricault, Le violoniste d'après Chagall sur des thèmes du folklore juif arrangés par Cliquet-Pleyel. 
En France, au cours des années 1960,  elle se produit fréquemment sur la scène du théâtre de la Cité Universitaire, boulevard Jourdan. Elle enseigne, met en scène principalement des auteurs russes, et tient la chronique théâtrale d'un périodique de la diaspora russe, et signe une série de billets satiriques mordants intitulée Je hurle  à propos de la vie culturelle et artistique contemporaine.
À partir de 1968, elle adapte et met en scène des nouvelles de Tchekhov et de Maupassant avec la compagnie des Dryades, et règle la chorégraphie de spectacles joués en yiddish par l'Ensemble théâtral juif de Paris  -- Les sages de Khelm de Moyshe Gershenzon, mis en scène par Iso Schapira (1903-1981) en 1966, et Le joyeux tailleur de Menachem Kipnis, mis en scène par Jakub Rotbaum (1901-1994), en 1970. 
En cette même année 1970, elle joue Légendes du Japon contemporain, deux courtes pièces de Yukio Mishima mises en scène par Georges Baal (1938-2013) au café-théâtre de l'Odéon. En 1971, elle met en scène et interprète Causerie pour un oiseau tranquille de Christian Charpentier en complément de programme de ses adaptations théâtrales de nouvelles de Tchekhov.
D'avril à mai 1971, le ministère des Affaires étrangères l'envoie en mission officielle au Japon, où elle joue ses mimodrames et donne des cours qui remportent un grand succès. Il semble qu'elle ait donné son dernier spectacle le 23 octobre 1975, avant de s'éteindre à Paris en 1983
Parmi ses élèves on peut citer Jacqueline Robinson, Patty Swan, Maria Schell, Nicolas Bataille, Jean-Paul Cisife, Pierre Frag et Christian Rist.

## Témoignages
À propos de La fille Élisa de Goncourt, sur une musique de Bruant, Anita Estève écrit dans Le Populaire en 1936 :

« Tandis que se déroule le drame muet, l’émotion monte, étreint le spectateur, la folie gronde avec la musique, l’action et l’angoisse se précipitent, puis tout s’apaise, il n’y a plus sur la scène qu’une fille de Saint-Lazare, semblable à tant d’autres, qui, en quelques minutes à revécu son drame, proche parent de tant de drames. Evoquant un cas particulier, Bella Reine en a extrait tout ce que chaque émotion, chaque aventure comporte de largement humain »

Et Paul Mourousy, dans Art and Danse (Paris, novembre 1963) cité par Jacqueline Robinson.

« Bella Reine n’est pas un “personnage”. Elle est l’expression vraie et honnête de l’existence humaine. Elle ne danse pas, ne parle pas, ne chante pas, ne joue pas. Elle communique les contradictions, les impondérables et les interrogations de l’univers entier. Cette suspension de l’ouïe aiguise l’acuité de la vue, et l’observateur peut se réjouir d’autant plus d’un simple geste, d’une ombre, ou d’un doigt levé. Un miracle de vitesse, d’ordre et de concision dans la diversité. »

## Répertoire de mimodrames
| Inspiration picturale   | Titre                                                         | Musique                                          |
| ----------------------- | ------------------------------------------------------------- | ------------------------------------------------ |
| Chagall                 | Le violoniste                                                 | Folklore juif (arrangement H Cliquet-Pleyel)     |
| Daumier                 | Une silhouette des rues                                       | Igor Stravinsky                                  |
| Daumier                 | Partie civile                                                 | Jean-Sébastien Bach                              |
| Degas                   | La repasseuse                                                 | Francis Poulenc                                  |
| Degas                   | La repasseuse                                                 | Darius Milhaud                                   |
| Degas                   | Dans les coulisses de l'Opéra                                 | Olivier Métra                                    |
| Degas                   | Les mains ou Étude de mains                                   | Henri Cliquet-Pleyel                             |
| Degas                   | Fatigue et repos                                              | Olivier Métra                                    |
| Gauguin                 | Où allons-nous ?                                              | Henri Cliquet-Pleyel                             |
| Paul Gavarni            | Fin du bal                                                    | Francis Poulenc                                  |
| Paul Gavarni            | La débardeuse                                                 | Henri Sauguet                                    |
| Géricault               | L'aliénée                                                     | Henri Cliquet-Pleyel                             |
| Goya                    | Venez à moi                                                   | H. Cliquet-Pleyel (paroles Léon Guillot de Saix) |
| Goya                    | Goyesca                                                       | Francisco Semprun                                |
| Constantin Guys         | Nana                                                          | Émile Passani                                    |
| Constantin Guys         | Le petit tablier                                              | Jacques Ibert                                    |
| Jean Janin              | Sous les ponts de Paris                                       | Henri Cliquet-Pleyel                             |
| Boris Koustodiev        | Le couvre-théière                                             | Serge Prokofiev                                  |
| Picasso                 | La repasseuse                                                 | Darius Milhaud                                   |
| Renoir                  | Invitation à la valse                                         | Johann Strauss                                   |
| Renoir                  | À cause d'un chapeau                                          | Johann Strauss                                   |
| Toulouse-Lautrec        | Enfin invitée                                                 | Johann Strauss                                   |
| Toulouse-Lautrec        | La prisonnière                                                | Henri Cliquet-Pleyel                             |
| Toulouse-Lautrec        | La repasseuse                                                 | Jacques Ibert                                    |
| Toulouse Lautrec        | Au bal du Moulin-Rouge, Madame Poupoule ;                     | ??                                               |
| Toulouse-Lautrec        | Pour le gosse,                                                | ??                                               |
| Élisabeth Vigée Le Brun | Promenade                                                     | Mozart                                           |
| ?                       | Sur le pont d'Avignon                                         | Émile Passani                                    |
| ?                       | Gamin de Paris                                                | Claude Debussy                                   |
| ?                       | À la recherche du temps passé                                 | Érik Satie, Paula Szalit et folklore tzigane     |
| statuaire médiéval      | Les gargouilles : Médisance, Orgueil, Poltronnerie, Blasphème | Serge Prokofiev                                  |
| ?                       | Déformation professionnelle .                                 | Adolphe Adam                                     |
|                         | Les chefs                                                     |                                                  |